# Украинский центр оценивания качества образования
Украинский центр оценивания качества образования (УЦОКО) (укр. Український центр оцінювання якості освіти (УЦОЯО)) — государственное учреждение, подконтрольное Министерству образования и науки Украины, основной целью которого является проведение внешнего независимого оценивания учебных достижений выпускников общеобразовательных учебных заведений с целью создания условий равного доступа к высшему образованию.
Центр созданный в 2006 году. С 2023 года и. о. директора Центра является Вакуленко Татьяна Сергеевна.

## Цели деятельности
Основной целью деятельности УЦОКО является организационно-технологическая подготовка внешнего независимого оценивания и проведения мониторинга качества образования, в том числе:
- разработка технологического процесса и схемы внешнего независимого оценивания;
- разработка единых программных требований к выпускникам;
- разработка заданий для внешнего независимого оценивания;
- создание базы данных тестовых заданий;
- подготовка информационных, методических и инструктивных материалов;
- профессиональная подготовка лиц, обеспечивающих проведение тестирования;
- анализ результатов тестирования и мониторинг качества образования.

Кроме этого, Центр оформляет и выдаёт лицам, прошедшим внешнее независимое оценивание, сертификат с его результатами и ведёт реестр учета лиц, прошедших внешнее независимое оценивание.
Деятельность УЦОКО ориентированна на постоянное усовершенствование технологических аспектов внешнего независимого оценивания, наполнение банка тестовых заданий, распространение информации о внешнем независимом оценивании среди ученической и педагогической общественности.

## Региональные подразделения
Центру подчиняются девять региональных подразделений в различных городах Украины. Каждый региональный центр организовывает проведение тестирования в определённых областях Украины:
- Винницкий региональный центр оценивания качества образования (Винницкая, Житомирская и Хмельницкая области).
- Днепропетровский региональный центр оценивания качества образования (Днепропетровская и Запорожская области).
- Донецкий региональный центр оценивания качества образования (Донецкая и Луганская области) (временно находится в Славянске)[1].
- Ивано-Франковский региональный центр оценивания качества образования (Ивано-Франковская, Тернопольская, Закарпатская и Черновицкая области).
- Киевский региональный центр оценивания качества образования (г. Киев, Киевская, Черкасская и Черниговская области).
- Львовский региональный центр оценивания качества образования (Львовская, Ровенская и Волынская области).
- Одесский региональный центр оценивания качества образования (Одесская, Кировоградская области).
- Харьковский региональный центр оценивания качества образования (Харьковская, Сумская и Полтавская области).
- Херсонский региональный центр оценивания качества образования (Херсонская область и Николаевская области).

Кроме этого, существовало подразделение в Симферополе, которое было ликвидировано в сентябре 2014 года. Вместо него региональный центр основан в Херсоне.

## Директор УЦОКО
Центром руководит директор, который несёт персональную ответственность перед Кабинетом министров Украины за выполнение возложенных на Центр задач.
Директора УЦОКО:
1. Гриневич, Лилия Михайловна (с 15 февраля[3] по 28 сентября 2006[4])
2. Ликарчук, Игорь Леонидович (с 1 ноября 2006[5] по 5 января 2011[6])
3. Зайцева, Ирина Павловна (с 5 января 2011[7] по 23 марта 2014[8])
4. Ликарчук, Игорь Леонидович (с 25 марта 2014[9] по 21 сентября 2015[10]). 22 июля 2015 года Ликарчук был отстранён от исполнения обязанностей директора УЦОКО[11] и с 30 июля обязанности директора УЦОКО временно исполнял его заместитель, Дяченко Виталий Васильевич[12].
5. Карандий, Вадим Анатольевич (с 23 сентября[13] по 21 октября 2015[14] — исполняющий обязанности директора, а с 21 октября 2015[15] по 10 января 2019[16] — директор).
6. Бойко, Валерий Иванович (с 2019 года по 24 марта 2023 — исполняющий обязанности директора УЦОКО)
7. Вакуленко Татьяна Сергеевна (с 24 марта 2023 года)

### Нормативные документы
- Постанова Кабінету Міністрів України № 1095 від 25 серпня 2004 року «Деякі питання запровадження зовнішнього незалежного оцінювання та моніторингу якості освіти» (укр.)
- Указ Президента України № 1013/2005 від 4 липня 2005 року «Про невідкладні заходи щодо забезпечення функціонування та розвитку освіти в Україні» (укр.)
- Постанова Кабінету Міністрів України № 1312 від 31 грудня 2005 року «Про невідкладні заходи щодо запровадження зовнішнього незалежного оцінювання та моніторингу якості освіти» (в том числе Положение об Украинском центр оценивания качества образования (укр. Положення про Український центр оцінювання якості освіти)) (укр.)

### Сайты региональных подразделений
- Винницкий региональный центр оценивания качества образования
- Днепропетровский региональный центр оценивания качества образования
- Донецкий региональный центр оценивания качества образования
- Ивано-Франковский региональный центр оценивания качества образования
- Киевский региональный центр оценивания качества образования
- Львовский региональный центр оценивания качества образования
- Одесский региональный центр оценивания качества образования
- Харьковский региональный центр оценивания качества образования
- Херсонский региональный центр оценивания качества образования